# جو بي. سكوت
جو بي. سكوت (بالإنجليزية: Joe B. Scott)‏ هو لاعب كرة قاعدة أمريكي، ولد في 2 أكتوبر 1920، وتوفي في 21 مارس 2013 بسبب سكتة.